# 辛古雷尼鄉 (久爾久縣)

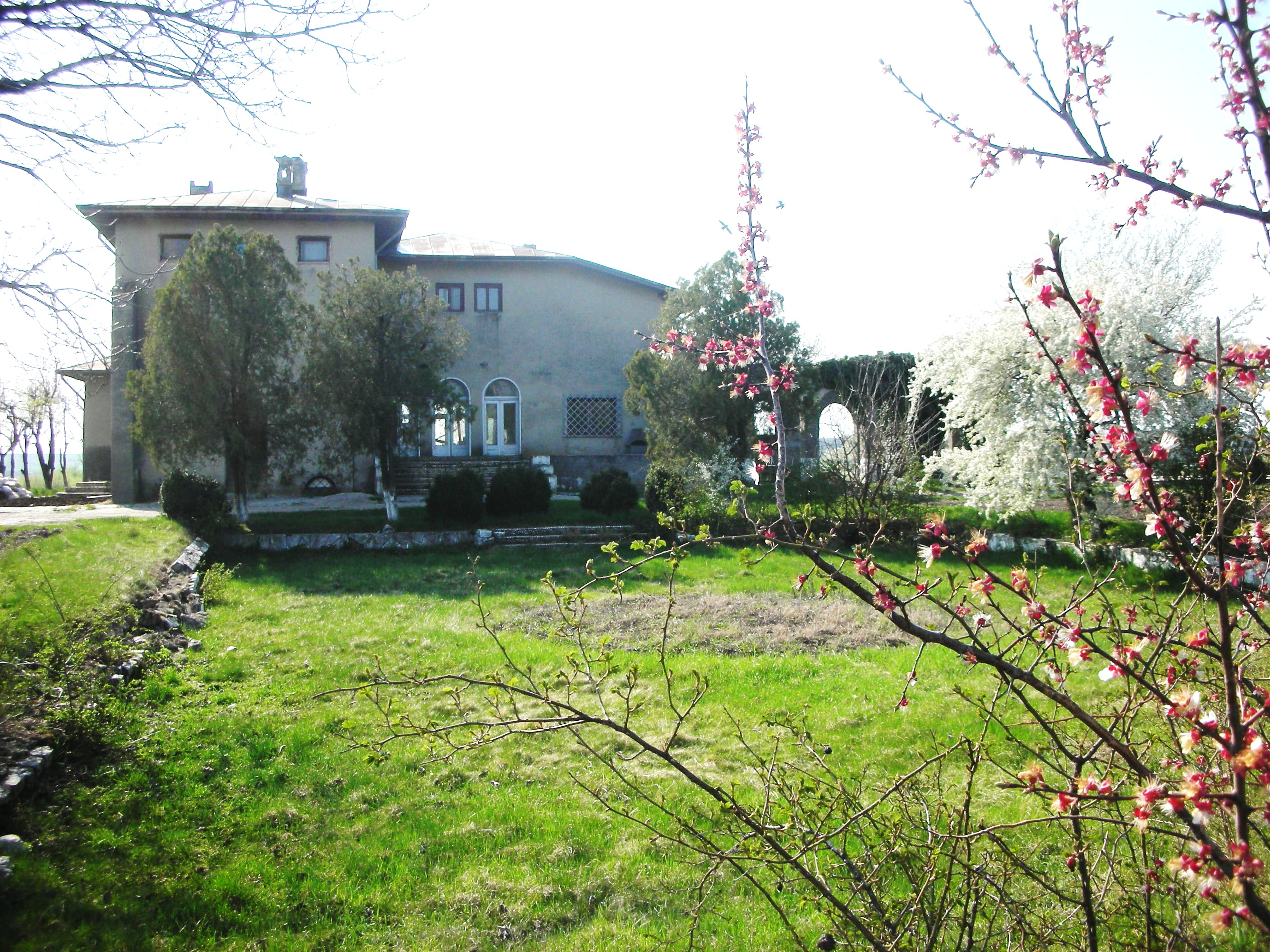
辛古雷尼乡 (久尔久县)

44°14′N 25°57′E / 44.233°N 25.950°E
辛古雷尼鄉（羅馬尼亞語：Comuna Singureni, Giurgiu），是羅馬尼亞的鄉份，位於該國南部，由久爾久縣負責管轄，面積40平方公里，海拔高度68米，2007年人口3,158，人口密度每平方公里79人。